# 裴仲规
裴仲规（？—？），河东郡闻喜县（今山西省运城市闻喜县）人，出自河东裴氏的中眷裴第三房，北魏官员。

## 生平
裴仲规少年时候喜好经书和史书，很有志向和气节。裴仲规以奉朝请为起家官，兼领侍御。咸阳王元禧出任司州牧时，征辟裴仲规出任司州主簿，又上表推荐裴仲规代理建兴郡太守。魏孝文帝从代郡返回洛阳时，途中停驻在建兴郡，裴仲规准备好物品，安顿皇帝的食宿场所，在路旁恭迎。魏孝文帝到了之后，对裴仲规说:“朕设置帝都京城，京城周边的属郡地位重要，爱卿既然首次担任司隶校尉的美差，又担任建兴郡这一名郡的太守，你靠什么治理一方？”裴仲规回答说:“陛下耗尽心智，顺应天命合乎民心，放弃原来边远的地方，到赤县定居。臣正打算竭尽心力，参与东南的战争，期待着在皇帝的功劳簿上记一大功，在君王的荣誉册中留下美名，哪能只是治理好一郡就够了？”魏孝文帝笑着说:“希望你能够说到做到。”魏孝文帝到达河梁，见到咸阳王元禧说:“昨天得到你的主簿以主人身份的接待，六军所需，丰富而齐全。朕对你这大弟弟的期望，你一点也没有辜负。”裴仲规不久升任司徒主簿，因为父亲在家乡身患重病而弃官回家，朝廷以违反制度为由免了他的官。很久之后，中山王元英征讨义阳，引荐裴仲规为统军，并奏请恢复他原本的资历。裴仲规在战场上阵亡，时年虚岁四十八。朝廷赠予裴仲规河东郡太守，谥号贞。裴仲规没有儿子，弟弟裴叔义把第二子裴伯茂过继给裴仲规。

## 家庭

### 祖父
- 裴三虎，北魏义阳郡太守[4]

### 兄弟姐妹
- 裴叔义，北魏司空从事中郎

### 子女
- 裴伯茂，东魏中军大将军、中书侍郎